# Каменский, Генрих Иванович

Герб Слеповрон

Генрих-Игнацы Иванович Каменский (пол. Henryk Ignacy Kamieński; 31 июля 1777, Хрушвицы — 26 мая 1831, под Остроленкой) — польский военачальник, генерал бригады, участник Польского восстания 1830—1831 годов.

## Биография
Представитель шляхетского рода герба Слеповрон. Окончил французскую военную академию.
Участник наполеоновских войн. В 1806 году служил в чине капитана корпуса французских гренадеров. Был адъютантом генерала (будущего маршала Империи) Удино.
Отличился в кампании 1806—1807 гг., за что был награждëн орденами Почётного легиона и Virtuti Militari.
Затем поступил на службу в войска вновь образованного герцогства Варшавского, где 30 января 1808 года получил чин капитана 1 пехотного полка. Позднее был назначен командиром одного из четырех эскадронов 1 полка легкой польской кавалерии (шеволежеров) Императорской гвардии Наполеона I под командованием полковника В. Красинского
Во главе эскадрона прошëл боевой путь в составе французской армии от Германии до Мадрида. В составе корпуса Ж.-Б. Бессьера принимал участие в испанской войне 1808 года, сражался с испанскими партизанами. Участвовал в битве на перевале Сомосьерра в горах Сьерра-де-Гвадаррама. Затем сопровождал Наполеона при его возвращении в Париж.
В результате дуэли со своим командиром 1 августа 1809 года покинул гвардейский полк и вступил в Надвислянский легион.
В конце 1811 года в чине полковника стал командиром 10 пехотного полка Варшавского герцогства.
В 1812 году служил под командованием Жака Макдональда в составе Великой армии. Участник похода Наполеона в Россию.
В 1813 году во время осады Данцига во главе 1700 осажденных отражал штурмы русских и прусских отрядов, организовал несколько ночных вылазок за стены крепости. За проявленную доблесть был награждён офицерским крестом ордена Почётного легиона.
С конца 1815 года — в отставке. Поселился в Польше. В 1830 году активно участвовал в Польском восстании. Занимался организацией повстанческих отрядов в Люблинской губернии Царства Польского.

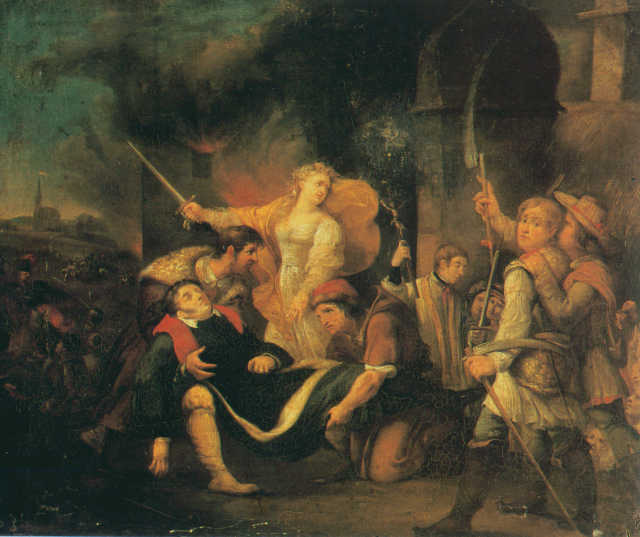
Худ. Р. Хадзевич. Смерть генерала Генриха Каменского под Остроленкой.

Командовал 5 пехотной дивизией. Участник сражения под Остроленкой. В ходе последней контратаки 26 мая 1831 года на русских гренадеров из Астраханского 12-го гренадерского полка и гвардейского батальона А. А. Суворова в генерала попало пушечное ядро, оторвав ему обе ноги. Генерал Каменский умер на поле боя.
Похоронен в предместье Остроленки.
Сын — Генрик Михал Каменский.